# 13 Tzameti
13 Tzameti ist ein französisch-georgischer Thriller aus dem Jahr 2005 vom Regisseur Géla Babluani. Der in Schwarzweiß gedrehte Film gehört zur Gattung Film noir.

## Handlung
Der junge georgische Einwanderer Sébastien belauscht während Elektroarbeiten bei Jean-François Godon ein Gespräch über einen Brief, in dem es um eine große Summe Geld gehen soll. Nach dem unerwarteten Tod Godons gelingt es ihm, den Brief zu stehlen. Im Brief liegt ein Zugticket nach Paris sowie eine Quittung über ein bezahltes Hotelzimmer. Im Hotelzimmer angekommen, erhält Sébastien, der sich noch als Monsieur Godon ausgibt, einen Anruf, in dem ihm mitgeteilt wird, dass er sich am nächsten Morgen zu einem Schließfach zu begeben habe, das ein weiteres Zugticket und neue Instruktionen bereithalte. Tags darauf findet er darüber hinaus ein mit der Zahl 13 bedrucktes Schild und 100 Euro, die er, am Zielbahnhof angekommen, für ein Taxi benötigt, mit dem er zum Treffpunkt gelangt. Als die Polizei, die ihn bis zu diesem Zeitpunkt verfolgt hatte, auf Hinweis des Taxifahrers am Treffpunkt ankommt, ist Sébastien bereits von einem Fahrer, gegenüber dem er sich mit dem Schild identifiziert hat, abgeholt worden und seine Spur ist für die Polizisten vorerst verloren.
Sébastien gelangt schließlich zu einem Waldhaus, wo er auf eine Gesellschaft trifft, die eine Art Russisches Roulette veranstaltet. Hier erst wird dem Sender des Briefes, der Monsieur Godon als Spieler erwartet hatte, Sébastiens wahre Identität bekannt. An dessen Stelle getreten, steht es ihm von nun an nicht mehr frei, nicht an dem Spiel teilzunehmen. Sébastien und zwölf weitere Männer bekommen jeweils einen Revolver mit einer Kugel und müssen sich in einem Kreis aufstellen. Sie bekommen die Anweisung, jeweils auf den vor ihnen stehenden Teilnehmer zu schießen, wobei die Versammelten Wetten auf die einzelnen Teilnehmer abschließen. Sébastien gelingt es, die einzelnen Runden als einziger zu überleben und seine Konkurrenten zu töten, und erhält schließlich, nachdem er seinen letzten Gegner getötet hat, 850.000 € Preisgeld. Da er jedoch Angst hat, die Polizei könne ihn finden, versteckt er das Geld. Kurz darauf wird er festgenommen.
Der Polizei kann Sébastien jedoch glaubhaft versichern, dass er bereits vor Beginn des Wettkampfes abgewiesen wurde und deshalb nicht teilgenommen habe. Die Polizei lässt ihn daraufhin laufen. Dann schickt er das Geld per Post an seine Eltern. Als Sébastien dann im Zug nach Hause fährt, erschießt ihn dort der Bruder seines letzten Gegners. Während Sébastien stirbt, flieht sein Mörder mit Sébastiens Tasche, die jedoch kein Geld mehr enthält.

## Hintergrund
Der Hauptdarsteller George Babluani ist der jüngere Bruder des Regisseurs Géla Babluani.
Regisseur Gela Babluani über die Idee seines Films:

„Immer wieder kommen dieselben Erinnerungen aus meiner Kindheit hoch, fixe Bilder, wie Lichtstrahlen, welche die Finsternis durchdringen. Diese Bilder sind immer präsent, verwirrenderweise. Doch wenn ich ihren Ursprung zu finden versuche, nehme ich nur noch eine vages Gefühl von Unschuld war, welches in die Vergangenheit entgleitet. Ich wollte dieses Moment mittels einer Initiationsreise ins Innere einer geschlossenen Gesellschaft einfangen, wo sich Schusslinien und Interessen kreuzen, wo es keinen anderen Ausweg gibt als den kalten Überlebenstrieb.“

In den deutschen Kinos lief der Film in der französischen Originalfassung mit deutschen Untertiteln, auf DVD allerdings wurde eine deutsche Synchronisation beigefügt.

## Kritiken
Cinema sprach von einem „außergewöhnlichen, extrem bitteren und in der zweiten Hälfte fast unerträglich spannenden Filmgenuss“. Was der Protagonist dabei erlebe, sprenge „den Rahmen üblicher Survivalthriller“. Cinemas Fazit lautete: „Nach einem etwas zähen Start mausert sich dieser wortkarge Thriller zu purem, genialen Spannungskino.“
Die Süddeutsche Zeitung bemerkte eine „Spannung zwischen den Kulturen“. Regisseur Géla Babluani würde im Gegensatz zu Eli Roth (Hostel) „einen unterkühlten Psychoterror“ zelebrieren, „in dem es nur feine Schweißperlen auf der Stirn und den stummen Aufschrei angstvoll geweiteter Augen gibt.“ Die Horrorvilla erinnere an die Anstalten aus Einer flog über das Kuckucksnest oder Schock-Korridor. Hervorgehoben wurden die markanten Gesichter der Darsteller sowie die Bildsprache, die an „den Fatalismus des amerikanischen film noir mit der existentialistischen Beklemmung der frühen Schwarzweiß-Filme von Polanski und Pasolini“ heranreichen würden.
Die tageszeitung hob ebenfalls die vertraute Ästhetik der Schwarzweiß-Bilder hervor, mit der man unter anderem eher „hübsche Pärchen in Pariser Straßencafés“ verbinden würde („Die Bilder des georgischen Regisseurs haben etwas dezidiert Französisches“). Ebenfalls wurden Bezüge zu Hostel oder der Saw-Reihe gezogen – 13 Tzameti sei „ein fieser, kleiner Terrorfilm, der diese besondere Form von Extrem-Existenzialismus auf eine neue Bewusstseinsebene zu heben versucht – eine Art Sado-Nouvelle-Vague.“ Die suggerierte Ungerührtheit von Bablanis Regiearbeit habe „etwas Unausweichliches, Nihilistisches“, einen modischen Zynismus, der in Hollywood angesagt sei.

## Auszeichnungen
Der Film gewann 2005 bei den 62. Internationalen Filmfestspielen von Venedig den Luigi-De-Laurentiis-Preis als Bester Debütfilm sowie den Netpac-Preis. Im Jahr 2006 wurde er mit dem Preis der Jury als Bester ausländischer Spielfilm beim Sundance Film Festival ausgezeichnet. Darüber hinaus waren die Brüder Babluani jeweils in den Kategorien Bester Nachwuchsdarsteller bzw. Bestes Erstlingswerk für den César 2007 nominiert. Der Film gewann des Weiteren Preise beim Transilvania International Film Festival, dem Tbilisi International Film Festival sowie dem Sitges Festival Internacional de Cinema de Catalunya. In der Kategorie Bester Nachwuchsfilm wurde 13 Tzameti zudem mit dem Europäischen Filmpreis prämiert.

## Neuverfilmung
Schon bevor der Film in den Kinos kam, sicherte sich Brad Pitt die Rechte an einer Neuverfilmung. Diese entstand mit dem Titel 13 ebenfalls unter der Regie von Géla Babluani und kam im Jahr 2010 in die Kinos.
Auch der Independentfilm Luck basiert auf der Handlung von 13 Tzameti.